# Tammin
Tammin är en ort i Australien. Den ligger i kommunen Tammin och delstaten Western Australia, omkring 160 kilometer öster om delstatshuvudstaden Perth.
Trakten runt Tammin är nära nog obefolkad, med mindre än två invånare per kvadratkilometer.. Det finns inga andra samhällen i närheten.
Trakten runt Tammin består till största delen av jordbruksmark. Genomsnittlig årsnederbörd är 412 millimeter. Den regnigaste månaden är september, med i genomsnitt 53 mm nederbörd, och den torraste är december, med 14 mm nederbörd.